# Масло кассии

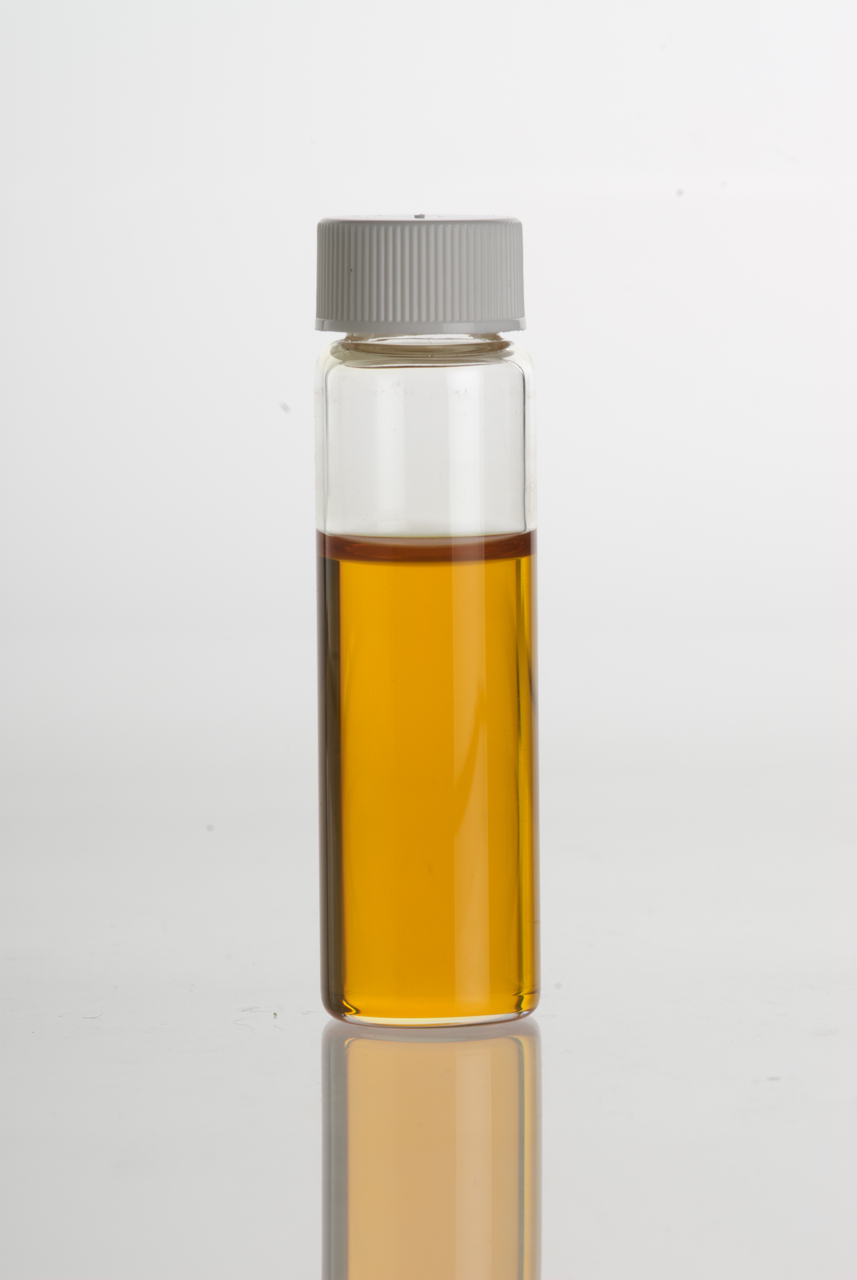
Масло кассии

Масло кассии, или китайское коричное, — эфирное масло, которое содержится в листьях, молодых ветках и коре кассии (Cinnamomum aromaticum Hees), произрастающей в Китае, Индонезии, Шри-Ланке, Японии, государствах Южной Америки и других странах.
Из-за высокого содержания коричного альдегида это масло называют китайским коричным маслом.

## Свойства
Масло кассии — подвижная жидкость жёлтого или красно-коричневого цвета с запахом коричного альдегида и острым вкусом.
Растворимо в этаноле (1:2 — в 70%-м), нерастворимо в воде. На воздухе окисляется, темнеет и становится вязким.
| {\displaystyle {\mbox{d}}_{25}^{25}} | {\displaystyle [{\mbox{n}}]_{\mbox{D}}^{20}} | {\displaystyle [\alpha ]_{\mbox{D}}^{20}} | ЛД50, г/кг                                          |
| ------------------------------------ | -------------------------------------------- | ----------------------------------------- | --------------------------------------------------- |
| 1,045 ÷ 1,063                        | 1,602 ÷ 1,614                                | -1 ÷ +1                                   | 2,8 крысы (перорально) 0,32 мл/кг кролики (накожно) |

## Химический состав
В состав масла входят транс-коричный, транс-2-метоксикоричный альдегиды, бензальдегид, 2-метоксибензальдегид, транс-коричный спирт и его ацетат, фенол, β-крезол, гваякол, 2-винилфенол, 2-аллилфенол, 4-этилгваякол, кумарин, гексановая, гептановая, октановая, нонановая, декановая кислоты и другие компоненты.

## Получение
Получают из свежих и сухих листьев путём отгонки с паром, выход масла 0,8 — 1%.
Основные производители — Китай, Индонезия, Южная Корея, Индия, Гана и ряд других стран.

## Применение
Применяют в кондитерской и консервной промышленности как компонент отдушек для мыла и косметических изделий.